# 細川恭子
細川 恭子（ほそかわ きょうこ、1999年7月8日 - ）は、日本の女子ラグビーユニオン選手。

## プロフィール
- 兵庫県出身[1]。
- ポジションはフランカー(FL)、ナンバーエイト(No8)。
- 身長 164cm、体重 70kg
- 女子日本代表キャップは11。（2022年11月現在）

## 略歴
2018年、神戸甲北高校卒業後、日本体育大学に入る。
2019年7月13日に行われた女子オーストラリア遠征女子オーストラリア代表戦にて先発出場で女子日本代表初キャップを獲得した。
2022年、日本体育大学卒業後、三重パールズに入る。同年9月、ラグビーワールドカップ2021の女子日本代表に選ばれた。

## 主な成績
- 2019 年 第5回全国女子ラグビーフットボール選手権大会 優勝[6]